# Filmgenre
Unter einem Filmgenre (IPA: fɪlmʒɑ̃ʀə, anhörenⓘ) wird eine Gruppe von Filmen verstanden, die unter einem spezifischen Aspekt Gemeinsamkeiten aufweisen. Diese Gemeinsamkeiten können insbesondere in einer bestimmten Erzählform (Filmkomödie, Drama) oder Grundstimmung (Liebesfilm, Thriller), hinsichtlich des Themas der Handlung (Kriminalfilm, Fantasyfilm) oder in historischen oder räumlichen Bezügen (Historienfilm) bestehen. Filme, die den sogenannten Kerngenres wie Science-Fiction, Fantasy, Horror, Action, Thriller, Dark Drama, Mystery zuzuordnen sind, werden als Genrefilme bezeichnet. Von Genrefilm spricht man, „wenn der Begriff des Genres eine aktivere Rolle in der Produktion und im Konsum spielt“. Genrefilme sollen also durch die Verwendung beliebter Erzählformen, Themen usw. in erster Linie kommerziellen Erfolg haben.

## Definitionsansätze
Bestandsaufnahmen haben ergeben, dass im Laufe der Zeit mindestens für eine hohe dreistellige Zahl verschiedener Filmgruppen eigene Genrebezeichnungen kreiert worden sind. Dieses Ergebnis ist zu großen Teilen damit zu erklären, dass Filmkritik und Kinowerbung sich häufig auf andere Filme beziehen, und dieses Bedürfnis immer wieder neue Genrebezeichnungen generiert. Eine Tendenz, die dadurch begünstigt wird, dass Filme häufig die Merkmale mehrerer Genres (siehe Genresynkretismus) in sich tragen und die jeweiligen Kombinationen gern als neue Genres ausgerufen werden. Diese Vorgehensweise wird nicht von der filmwissenschaftlichen Genretheorie gestützt. Diese definiert einzelne Genres insbesondere über enge Produktionszusammenhänge, ein Repertoire konventionalisierter Formen und ein stabiles Verständnis, das sowohl seitens der Produzenten als auch beim Publikum vorhanden ist.
Wie strittig Definitionsansätze sein können, illustriert das Beispiel des Film noir, bei dem sich die Filmwissenschaftler nicht einig sind, ob von einem Filmgenre oder einer Stilrichtung gesprochen werden sollte.

## Herausbildung des Filmgenrebegriffs
Die Herausbildung des Begriffs Filmgenre ging in den ersten Jahrzehnten des 20. Jahrhunderts einher mit der zunehmenden Bedeutung des Films als Wirtschaftsfaktor. Angelehnt an Genredefinitionen, die im 19. Jahrhundert für einzelne Sparten massenhaft produzierter Unterhaltungsliteratur (s. Trivialliteratur) entwickelt worden waren, ging die Filmindustrie zunehmend dazu über, Handlungen, Sujets, Stimmungen, Erzählformen und andere Einflussfaktoren zu schematisieren. Ähnlich gelagerte Produktionen wurden mit Genrebezeichnungen etikettiert, deren vorrangige Funktion darin bestand, Marketingbotschaften an die Erwartungshaltungen des Publikums zu senden. Dies insbesondere dann, wenn sich ein vorheriger Film als kommerziell einträglich erwiesen hatte und mit weiteren Produktionen nach dem entsprechenden Strickmuster an diesen Erfolg angeknüpft werden sollte. Zum einen entwickelten sich Filmgenres damit auch zu mehr oder minder verlässlichen Kalkulationsfaktoren. Insbesondere im Studiosystem des damals bereits führenden Filmlandes USA bildeten sich in den 1920er und 1930er Jahren außerdem Production Units heraus, die jeweils auf die Herstellung von Filmen eines bestimmten Genres spezialisiert waren. Hauptsächlich repräsentierten Western, Komödien, Gangsterfilme und Horrorfilme in dieser Zeit die ersten abgegrenzten Filmgenres. Zu nennen sind in diesem Zusammenhang aber auch Musikfilme, die zu Beginn der Tonfilmära ein erfolgreiches eigenständiges Genre bildeten, sowie Produktionen, deren Sujet eine Liebesbeziehung war und die unbedingt mit einem Happy End ausgehen mussten. Als feste Größe etablierte sich der Genrefilm spätestens im Zeitraum von 1930 bis 1950. Im US-Studiosystem manifestierte er sich unter anderem in Gestalt der B-Filme, die jeweils ein bestimmtes Genre bedienten, mit dem das Publikum klar umrissene Erwartungen verband.

## Abgrenzung gegenüber anderen Filmgattungen und Stilrichtungen
Trotz aller Definitions- und Abgrenzungsschwierigkeiten ist zumindest weitgehend unstrittig, dass der Genrebegriff nicht auf die „Großgattungen“ des Films angewendet wird. Dazu gehören insbesondere die Gattungen Spielfilm, Dokumentarfilm, Experimentalfilm, Nachrichtenfilm, Kulturfilm, Lehrfilm, Werbefilm/Propagandafilm und Wirtschaftsfilm.
Im engeren Sinne zählen dazu auch nicht die Gattungen, die sich durch spezifische technische Merkmale auszeichnen (zum Beispiel Stummfilm, Schwarzweißfilm, 3D-Film und Trick-/Animationsfilm).
Obwohl teilweise auch im Zusammenhang mit bestimmten Produktionsbedingungen (zum Beispiel Independentfilm) oder mit einer bestimmten Länge von Filmen (zum Beispiel Kurzfilm) von eigenständigen Filmgenres gesprochen wird, handelt es sich dabei im engeren Sinne nicht um solche. Dies gilt auch im Zusammenhang mit Zielgruppen, an die sich Filme vorrangig richten (zum Beispiel Kinderfilm und Jugendfilm).
Vergleichsweise schwierig gestaltet sich die Abgrenzung gegenüber bestimmten Stilrichtungen und Bewegungen. Obwohl Strömungen wie die Nouvelle Vague oder der Italienische Neorealismus von großer filmgeschichtlicher Bedeutung sind, werden sie mehrheitlich nicht als Genres aufgefasst. Und zwar deshalb, weil sich die einzelnen Produktionen u. a. in ästhetischer Hinsicht zu unterschiedlich darstellen.
In der praktischen Terminologie der Filmkritik erkennt man auch oft die Nähe zur Literaturwissenschaft (siehe auch Text).

## Klassifizierung bedeutender Filmgenres
In ihrer Gesamtheit sind Filmgenres bisher nicht einheitlich systematisiert worden, auch wegen des Bedeutungswandels, den Filmgenres häufig im Wandel der Zeit unterworfen sind. Darüber hinaus können die jeweiligen Genrebezeichnungen in verschiedenen Kulturkreisen unterschiedlich verstanden werden. So wird zum Beispiel im englischsprachigen Raum unter einem Filmdrama weitgehend ein Film verstanden, der sich durch eine ausgeprägte Darstellung einzelner Persönlichkeiten auszeichnet, während das Merkmal dieser Filmgattung, die von einigen Autoren als übergeordneter Begriff für eine Anzahl von einzelnen Genres verstanden wird. Das Filmlexikon der Universität Kiel bezeichnet das Filmdrama als „wohl unspezifischste Genrebezeichnung des Films“ und Sammelbezeichnung für sämtliche Filme, zwischen Melodram und Sozialdrama. Andere Autoren verwenden für das Filmdrama die Bezeichnung Supergenre und ordnen diesem eigene Filmgenres, beispielsweise Liebesfilm, Filmbiografie, Heimatfilm, Historienfilm, Jugendfilm, Justizdrama, Kriegsfilm, Melodram, Roadmovie (…) sowie sämtliche Formen der Filmkomödie.
Um zu illustrieren wie unterschiedlich die Einteilung international gehandhabt wird, eignet sich die Unterteilung des American Film Institute, die insgesamt nur zwischen den folgenden zehn Hauptkategorien unterscheidet; Animationsfilm, Romantische Komödie, Western, Sportfilm, Mysteryfilm, Fantasyfilm, Science-Fiction-Film, Gangsterfilm, Justizdrama und Monumentalfilm.
Klassifikationen von Marcus Stiglegger, Frank Papenbroock und/oder dem Lexikon der Filmbegriffe der Universität Kiel unterschieden (unter anderem) folgende Filmgenre:
| Genre                | Gruppierungsaspekt | Subgenres |
| -------------------- | ------------------ | --- |
| Abenteuerfilm        | Handlung           | Sandalenfilm, Ritterfilm, Piratenfilm, Mantel- und Degenfilm, Western |
| Actionfilm           | Stimmung           | Katastrophenfilm, Actionkomödie, Martial-Arts-Film |
| Dokumentarfilm       | Erzählform         | Dokudrama, Mockumentary, Found Footage |
| Drama                | Erzählform         | Dramedy, Melodram, Sozialdrama, Jugendfilm, Justizdrama |
| Erotischer Film      | Stimmung           | Pinku eiga, Sexfilm, Erotikkomödie |
| Fantasyfilm          | Handlung           | Märchenfilm, Superheldenfilm, Dark-Fantasy-Film sowie entsprechende Kinder- und Jugendfilme |
| Filmbiografie        | Erzählform         | auch Biopic; biografisch oder autobiografisch (mitunter als Subgenre des historischen Films) |
| Filmkomödie          | Erzählform         | Culture-Clash-Komödie, Filmparodie, Kriminalkomödie, Screwball-Komödie, Slapstick-Komödie, Schwarze Komödie, Sitcom, Tragikomödie, Verwechslungskomödie (ein Teil der benannten Formen gelten, je nach Quelle, als eigene Filmgenres) |
| Horrorfilm           | Stimmung           | Backwoods-Film, Body Horror, Gore, Horrorkomödie, Kannibalenfilm, Monsterfilm, Slasher-Film, Splatterfilm, Tierhorrorfilm, Torture Porn, Vampirfilm, Werwolffilm, Zombiefilm,                                                         |
| Kriegsfilm           | Handlung           | Antikriegsfilm, Kriegsepos, Militärfilm, Söldnerfilm, Schlachtenfilm, sowie thematisch passende Propagandafilme |
| Kriminalfilm         | Handlung           | Gangsterfilm, Gefängnisfilm, Giallo, Heist-Movie, Mafiafilm, Polizeifilm, Serial-Killer-Film, Spionagefilm, Wirtschaftskrimi, True-Crime-Film, Yakuza-Film                                                                            |
| Liebesfilm           | Stimmung           | Liebeskomödie, Melodrama |
| Musikfilm            | Handlung           | Filmmusical, Musikkomödie, Tanzfilm |
| Science-Fiction-Film | Handlung           | Endzeitfilm, Dark Future, Dystopie, Körpertauschfilm, Zeitreisen, Superheldenfilm |
| Thriller             | Stimmung           | Politthriller, Psychothriller, Erotikthriller, Horrorthriller |
| Western              | Handlung           | Italowestern, Spätwestern, Anti-Western |

Darüber hinaus gibt es Stile, wie den des Film noir, der nicht als eigenes Genre gilt, sondern sich durch die Kombination einer düsteren Grundstimmung und eines bestimmten Looks auszeichnet, der mit bestimmten Charakteren kombiniert wird.
Während Stiglegger den Pornofilm gemeinsam mit dem Erotischen Film zu einem Filmgenre zusammenfasst, betrachtet Papenbrook ihn nicht als eigenständig. Er begründet dies damit, dass er eine vergleichsweise reduzierte Handlung aufweise und in der Regel nicht die dramaturgischen Anforderungen an einen abendfüllenden Spielfilm erfülle.
Sportfilme können dagegen in unterschiedlichen Genres angesiedelt sein, beispielsweise als Dokumentation oder Doku-Drama, aber auch als Biopic oder Psychodrama.